# Карантан
Карантан (фр. Carentan) насеље је и општина у северној Француској у региону Доња Нормандија, у департману Манш која припада префектури Сен Ло.
По подацима из 2011. године у општини је живело 6003 становника, а густина насељености је износила 383,33 становника/km². Општина се простире на површини од 15,66 km². Налази се на средњој надморској висини од 6 метара (максималној 30 m, а минималној 0 m).

## Демографија
| 1962. | 1968. | 1975. | 1982. | 1990. | 1999. | 2011. |
| ----- | ----- | ----- | ----- | ----- | ----- | ----- |
| 5.256 | 5.563 | 6.187 | 6.589 | 6.300 | 6.340 | 6.003 |

График промене броја становника у току последњих година

## Партнерски градови
- Selby
- Валдфишбах-Бургалбен